# 恩主教書院
恩主教書院（英語：Valtorta College），位於香港新界大埔培賢里，1976年創辦，為政府津貼男女英文中學，亦是區內唯一一所天主教中學，屬第一組別（Band 1B）。

## 歷史
恩主教書院是桑得嵐神父為紀念香港教區首任主教恩理覺主教（1883-1951）而創辦，原名為大埔天主教中學。
恩理覺主教於1883年5月14日出生，並於1948年10月31日成為香港天主教教區首任主教。帶領香港教區二十五年後，恩理覺主教於1951年9月3日去世，終年六十八歲。恩主教作為主教的二十五年間，剛好經歷抗日戰爭的洗禮，因此他致力協助發展香港的教育事業，包括至少三間本港著名中學，另又開設三家醫院以提供醫療上的協助。
因此，恩主教書院本著天主教的價值觀，為該校學生提供包括「德、智、體、群、美、靈」的六育全面教育。
另外，恩主教書院亦同時為港島高主教書院的姐妹學校。

## 校長
- 陳學文（1985年－1999年）
- 陳岡（1999年－2004年）[1]
- 陳錦添（2004年－2009年）
- 葉德明（2009年－2017年）
- 賀妙珍（2017年－2024年）

（ 資料來源： valtorta.edu.hk, 恩主教書院挍內刊物）
- 黃菱茵（2024年－目前）

## 著名/傑出校友
傳媒及演藝界
- 馬蹄露：香港女演員
- 謝安琪：（離校年份：1997）香港女歌手、張繼聰妻子
- 張繼聰：香港男歌手、作曲、唱片製作及演員，謝安琪丈夫
- 謝茜嘉：香港商業電台第二台頻道總經理、唱片騎師[註 1]
- 羅啟聰：（離校年份：2009）香港男歌手[註 1]
- 馬俊怡：香港模特兒、藝人
- 黃蘭妮：香港模特兒、藝人Lenny Wong 香港環球小姐冠軍
- 徐文浩：無綫電視藝員（離校年份：2012）
- 黎桂蘭：香港有線電視 新聞主播

體育界
- 黃禹皓：前香港賽艇隊成員（2015年肄業）[2][3]
- 陳紫慧：（離校年份：2009）前香港賽艇隊成員， 2010年廣州亞運會中國香港代表團成員，女子輕量級四人雙槳運動員。
- 張麗賢：（離校年份：2009）前香港賽艇隊成員
- 詹文軒：香港男子體操隊成員
- 梁寶儀：香港女子單車隊成員
- 梁穎儀：香港女子單車隊成員

政商界
- 陳岳成：大埔振興肉丸有限公司 接班人
- 麥成灝：現任大埔區議會議員
- 周炫瑋：前大埔區議會寶雅區議員，前新民主同盟成員
- 鄭奕文：（離校年份：2006）香港政府助理秘書長（中五以優異成績轉學恒生商學書院完成預科課程）
- 劉天賜：財經策劃人
- 李帆風（畢業年份：1983）現職 : 電訊公司董事及行政總裁
- 孫美妮（離校年份：1981）現職：企業文化及人才發展高級總監

專業人士
- 陳曉輝（畢業年份：1995）現職：社工
- 鄭煒發（畢業年份：2007）香港大學內外全科醫學士 普通科醫生
- 張望：日本早稻田大學 國際教養學部 准教授
- 林偉雄（畢業年份：1999）現職：專科醫生 香港中文大學名譽臨床助理教授
- 劉頴賢（畢業年份：1989）現職：律師
- 廖展渭（畢業年份：2015）現職：醫生
- 伍潔愉（畢業年份：2011）現職：律師
- 曾世榮（畢業年份：1998）現職：香港城市大學副教授

## 外部連結
- 官方网站